# Give Love on Christmas Day
Give Love on Christmas Day è una canzone natalizia incisa nel 1970 dal gruppo musicale statunitense The Jackson 5 ed inclusa nell'album The Jackson 5 Christmas Album, uscito su etichetta Motown Records. Autori del brano sono Berry Gordy, Deke Richards, Fonce Mizell e Freddie Perren, alias The Corporation.
Vari artisti hanno in seguito inciso delle reinterpretazioni del brano.

## Descrizione

### Storia
Tre anni dopo la sua pubblicazione, il brano apparve nell'album-raccolta di artisti vari It's Christmas in Motown.

## Altre versioni
I seguenti artisti (in ordine alfabetico) hanno reinterpretato il brano:
- Yolanda Adams (2007)
- Ashanti
- BlackGirl (singolo del 2014[4])
- The Faith Crew (2010)
- Fantasia (nell'album Christmas After Midnight del 2017[5])
- TaRanda Greene (2015)
- Human Nature (2013)
- JayR (2008)
- John Legend (nell'album A Legendary Christmas del 2018[6])
- PJ Morton (2018)
- Trijntje Oosterhuis (2010)
- The Tamlins (1991)
- The Temptations (nell'album Give Love at Christmas del 1980[7])
- Terence Young (versione strumentale, 2012)